# Orde van Sint-George van Alfama
De Orde van Onze Lieve Vrouwe van Montesa werd op 22 juli 1319 door Jacobus II, Koning van Aragón ingesteld en nam in 1399 ook de commanderijen van de Orde van Sint George van Alfama (ook Ulsama genoemd) over.
In dat jaar nam de Orde de regel van de Heilige Benedictus van Nurcia aan en vestigde zij zich in Montesa. De monniken verdeelden hun aandacht tussen het religieuze leven in het klooster en de oorlog tegen de Moren, de "Reconquista", van het Iberisch Schiereiland.